# Podul Fălciu–Cantemir
Podul Fălciu–Cantemir este un pod feroviar peste Prut, care, face legătura dintre localitatea Fălciu din România și orașul Cantemir din Republica Moldova. și un punct de trecere a frontierei între Moldova și România.

## Istoric
Înainte de Al Doilea Război Mondial, 27 de poduri au legat malurile Prutului între teritorile care astăzi aparțin Republicii Moldova și României.

### Primul pod

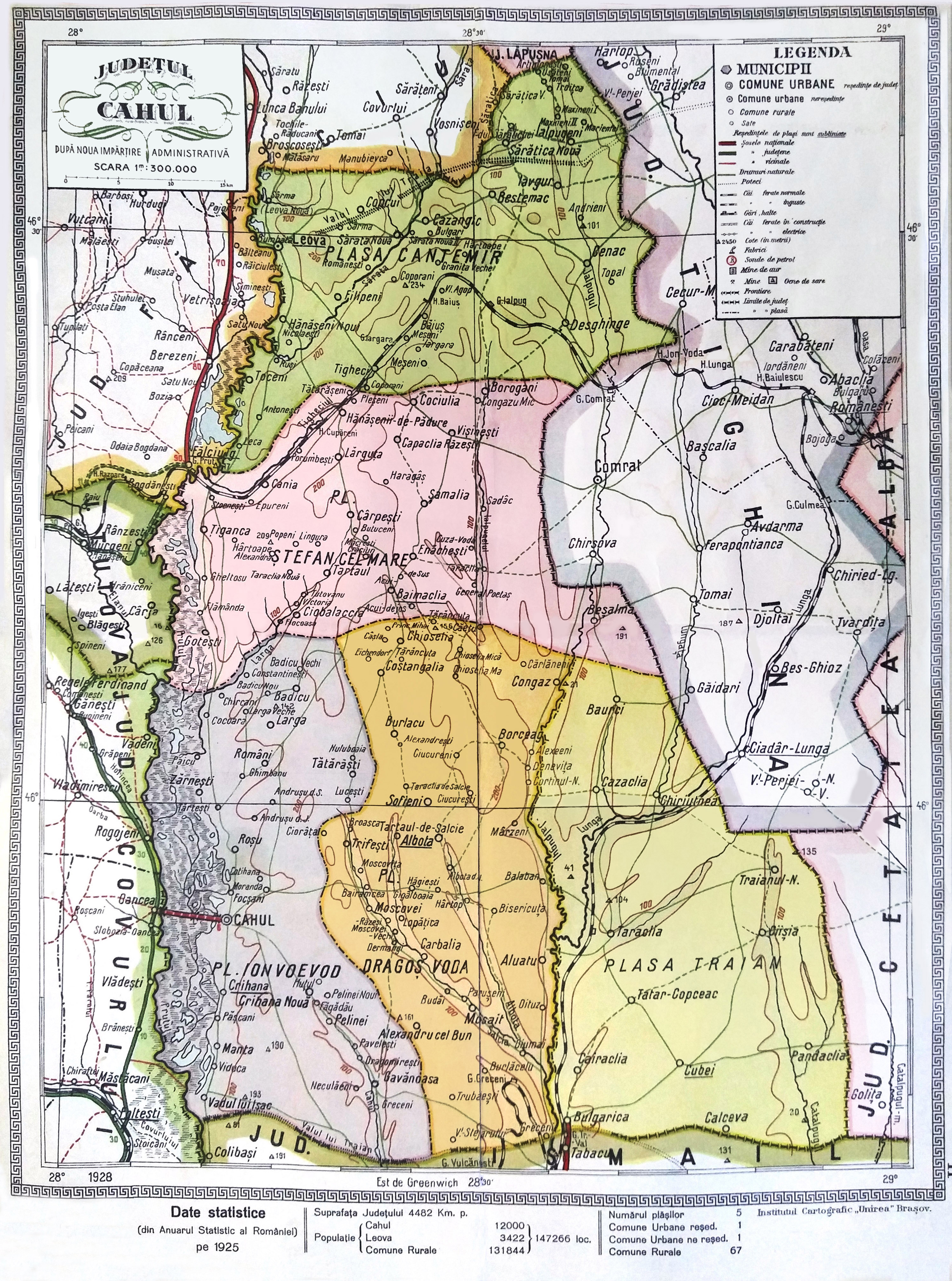
Hartă din 1925 a județului Cahul. În stânga, în partea centrală, la limita cu județul Fălciu este figurată trecerea de cale ferată care vine de la Fălciu.

Podul respectiv a fost construit cu caracter provizoriu în sistem Lehmke (foarte răspândit în Rusia acelei epoci) pentru a deservi linia cu ecartament normal Zorleni–Fălciu–Prut–Abaclia (deschisă numai pentru traficul de marfuri).
Ridicat în perioada de edificare a căii ferate (1917-1918) acesta avea 3 deschideri de 20,5 m, încadrate de fiecare parte de câte 17 deschideri având fiecare între 2 și 4 m. Infrastructura podului era formată din palei (asigurate contra afuierilor cu sparghețuri) fundate pe piloți de lemn. Deoarecea argila în care erau bătuți aceștia avea o capacitate portantă scăzută, s-a ales soluția rezemării fiecărui pilot prin baterea altor 5 piloți suplimentari, din care 4 (mai mici) erau bătuți inițial într-un careu și al 5-lea era bătut ulterior. Unii dintre piloți au fost bătuți printr-un șlep dormitor scufundat. S-au folosit de asemenea, la construcție, cantități enorme de anrocamente.
Podul de lemn a fost utilizat până în anul 1928.

### Al doilea pod
În 1928 a fost construit un al doilea pod provizoriu, de această dată din metal, structurat din două grinzi Kohn de 30 de m. Acestea erau încadrate de 16 deschideri (9 pe malul stâng și 7 pe malul drept) din grinzi laminate cu diferite dimensiuni.
Acest pod anterior celui de-Al Doilea Război Mondial a fost distrus în anul 1941.

### Al treilea pod
Un al treilea pod a fost refăcut pe variantă între 1 iunie 1942-1 iunie 1943 ca pod semidefinitiv, având 10 deschideri (14 m, 2x18 m, 61,20 m, 21,85 m, 4x18 m, 14 m). Pentru deschiderile mici au fost folosite grinzi laminate⁠(en)[traduceți], iar pentru cele două deschideri mari, tabliere⁠(en)[traduceți] recâștigate. 
Acesta a fost și el distrus în iunie-iulie 1941. Astfel, cele două grinzi mari au căzut în apă, cea de 61,20 m fiind ruptă în două și cea de 21,85 m fiind îndoită.

### Al patrulea pod
În locul ultimului pod distrus, Armata Roșie a edificat un nou pod, care, a fost funcțional până în anul 1951. Acesta a avut 2 deschideri de câte 23 m din grinzi cu zăbrele de tip rusesc și 14 deschideri cu dimensiuni între 5 și 11 m.

### Actualul pod
Actualul pod a fost dat în exploatare în anul 1951 pe amplasamentul podului original din anii 1917-1918 pentru a deservi aceeași linie Zorleni–Fălciu–Cantemir și este deservit pe teritoriul românesc de Stația CFR Fălciu.
Structurat din 3 deschideri (2x26 m și deschiderea centrală de 87,6 m), a fost edificat cu deschiderile laterale din tabliere cu inima plină și deschiderea centrală dintr-o grindă cu zăbrele și calea jos. Cele două pile ale podului au fundații executate pe chesoane cu aer comprimat cu cadre din beton armat, iar culeele pe piloți de stejar. Pe malul românesc, terasamentele executate de la capătul podului sunt în lungime de 3 km. Construcția sa a fost executată sub conducerea inginerului Gabriel Mănescu, în calitate de șef de șantier, aflat în subordinea Întreprinderii de Construcții Căi Ferate Iași, care, avea în acea epocă drept director tehnic pe inginerul Gheorghe Zugrăvescu. Lucrprile la terasamente au fost începute de subinginerul Anton Vlădoiu.
Din anul 2012 acesta nu a mai fost folosit, iar punctul de trecere a frontierei (PTF), în regim feroviar, Fălciu (România)–Cantemir (Republica Moldova) nu a mai funcționat.
Pentru revigorarea traficului s-a imaginat soluția reconversiei podului prin adăugarea unei căi rutiere, celei feroviare, avantajul fiind reprezentat de scurtarea distanței dintre București și Chișinău cu 150 de km. Posibilitatea reconversiei prin adăugarea unei căi rutiere cu 2 benzi de circulație este defavorizată însă de faptul că locația nu este inclusă rețelei principale de transport (în acest context, totuși, România și-a exprimat în anul 2023 intenția de a construi un pod rutier nou pe relația Fălciu–Leca).
În luna martie 2022, linia feroviară Zorleni-Fălciu-Fălciu Frontieră a fost redeschisă cu scopul de a reduce presiunea asupra celorlalte puncte feroviare de trecere a frontierei, în contextul invaziei Rusiei în Ucraina din 2022, scopul declarat fiind acela de preluare a fluxului sporit de refugiați.

## Caracteristici
Calea ferată care trece peste pod pornește din Gara Bogdănești, aflată la sud de satul Fălciu. Segmentul de cale ferată aferent punctului feroviar de trecere a frontierei Fălciu–Cantemir nu are un ecartament normal (de 1.435 mm).

## Vezi si
- Relațiile dintre Republica Moldova și România
- Lista punctelor de trecere a frontierei din România
- Zona de Operații Est (România)